# Шарлотка

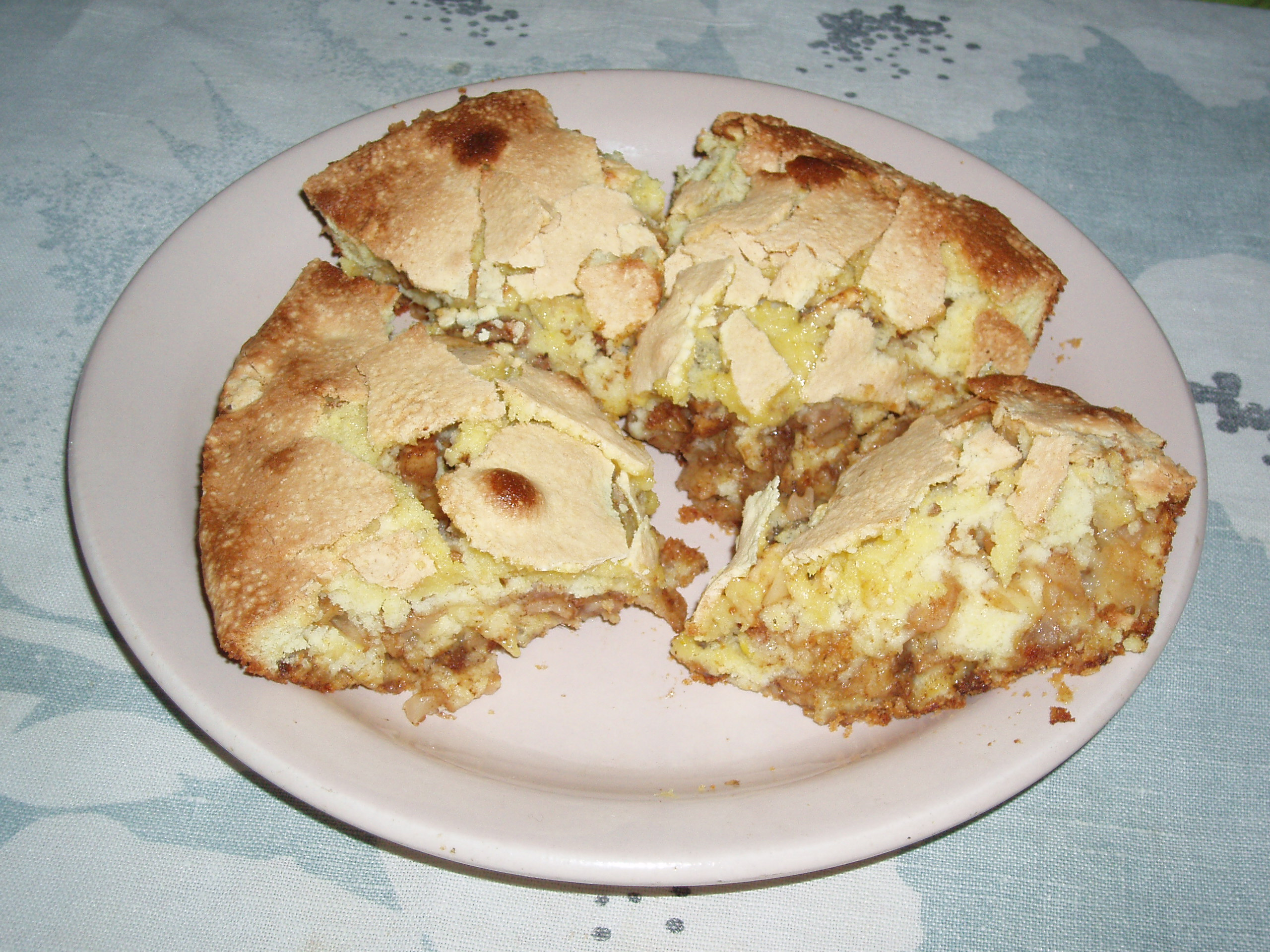
Скибки шалотки

Шарло́тка (фр. charlotte, пол. szarlotka) — десерт-пиріг, традиційний для центрально-європейської кухні, походить з французької кухні.

## Опис
Шарлотка — солодкий пиріг із яблук, запечених у тісті, до складу якого входять борошно, яйця, цукор, кориця.

## Приготування
Інгредієнти:
- 4 яйця
- склянка цукру
- склянка борошна
- декілька яблук, бажано твердих, можна напівсолодких, наприклад, антонівка.
- кориця

Приготування:
1. Змастити форму для випікання маслом чи рослинною олією. Засипати форму панірувальними сухарями (краще крихтами тертого хліба).
2. Нарізати яблука кубиками й посипати їх корицею.
3. Узяти білки яєць і збити їх з цукром до утворення піни, після чого поступово додавати жовтки і збивати далі суміш, знову ж до утворення піни. Поступово додати борошно, продовжуючи збивати.
4. Залити рівномірно тістом яблука.
5. Випікати 30 хвилин при температурі 150 градусів.
6. Готовність шарлотки легко перевірити за допомогою сірника чи дерев'яної палички: при встромлянні в шарлотку до палички не має приставати тісто.[2]

Подеколи замість яблук у шарлотку кладуть інші свіжі фрукти (бажано тверді) або сухофрукти.

## Історія
Щодо історії виникнення пирога існує декілька версій. За однією з них етимологія назви шарлотки пов'язана з ім'ям королеви Шарлотти Мекленбург-Штрелицької, дружини англійського короля Георга III. Згідно з іншою теорією, доволі правдоподібною, назва десерту походить зі староанглійського charlyt, що в перекладі означає «страва зі збитих яєць, цукру і молока».
В Україні цей десерт, що походить із Франції, став популярним, імовірно, через Польщу і/або Австро-Угорщину, в сучасних країнах, розташованих на її історичних землях, він популярний дотепер.